# Mammillaria sonorensis
Mammillaria sonorensis (укр. Мамілярія сонорська, мамілярія сонорензис) — сукулентна рослина з роду мамілярія (Mammillaria) родини кактусових (Cactaceae).

## Історія

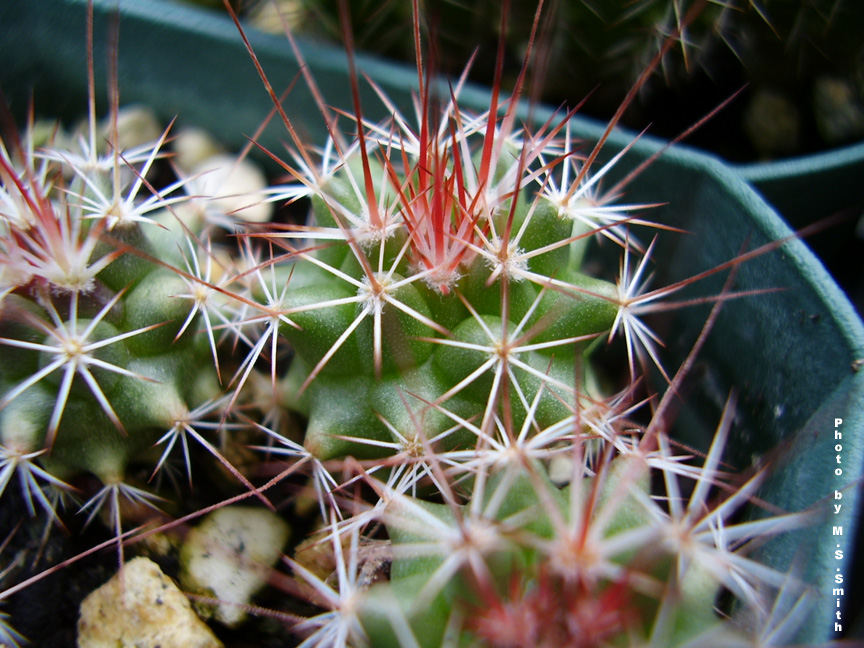
Молоді рослини Mammillaria sonorensis в кімнатній культурі

Вид вперше описаний американським ботаніком Робертом Теодором Крейгом (англ. Robert Theodore Craig, 1902—1986) у 1940 році у виданні Американського товариства любителеів кактусів і сукулентів (англ. Cactus and Succulent Society of America) «Cactus and Succulent Journal».

## Етимологія
Видова назва походить від місця, де цей кактус був знайдений — мексиканський штат Сонора.

## Ареал і екологія
Mammillaria sonorensis є ендемічною рослиною Мексики. Ареал розташований у штатах Сонора, Сіналоа і Чіуауа. Рослини зростають на висоті від 300 до 1200 метрів над рівнем моря. Вид зустрічається на скелястих схилах і в передгір'ях. Зазвичай в частковому затінку під терновими скребами, в низькорослихих сухих лісах і в сосново-дубових лісах.

## Морфологічний опис

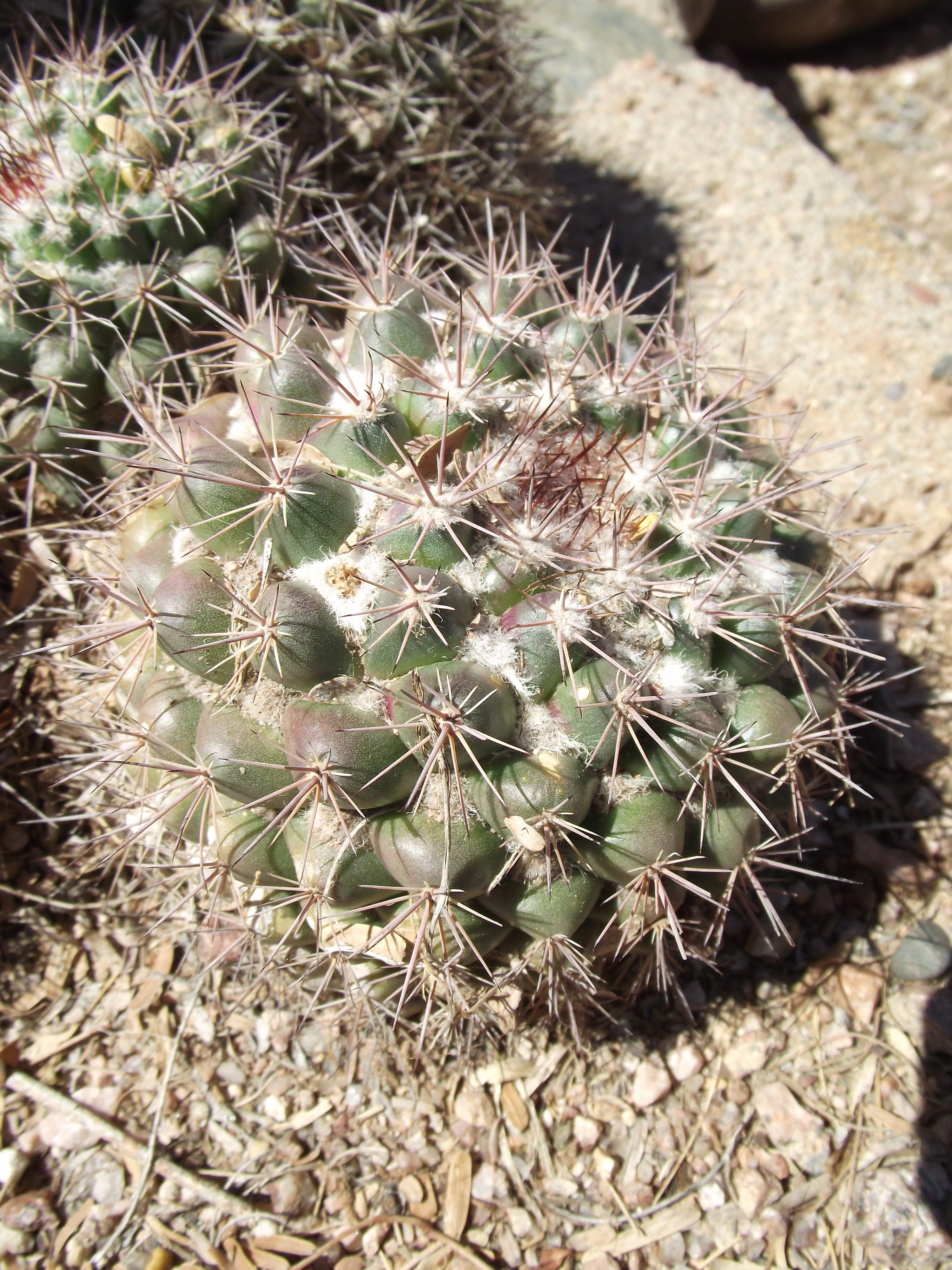
Mammillaria sonorensis в Пустельному ботанічному саду Фінікса, Аризона

| Орган              | Опис |
| Рослини            | спочатку поодинокі, пізніше формують великі пагорби.                                                                          |
| Коріння            | |
| Стебло             | сплюснуте-кулясте, в діаметрі 6-8 мм або більше.                                                                              |
| Епідерміс          | тьмяний синьо-зелений. |
| Маміли             | кулясті, чотирикутні, що не чітко кутові, кілеподібні, тверді, з молочним соком.                                              |
| Ареоли             | |
| Аксили             | укриті пухом, але з одиночними, рідкісними щетинками.                                                                         |
| Центральні колючки | 1-4, шило- до голкоподібних, червонувато-коричневого кольору, завдовжки 5-45 мм.                                              |
| Радіальні колючки  | 8-15, тонкі, голкоподібні, білуваті до кремового кольору з коричневими кінцями, завдовжки 1-20 мм, верхні колючки найкоротші. |
| Квіти              | темно-рожеві з темнішими центральними прожилками на пелюстках, до 20 мм завдовжки і в діаметрі.                               |
| Бутони             | |
| Зовнішні пелюстки  | |
| Внутрішні пелюстки | |
| Тичинки            | |
| Маточка            | |
| Плоди              | булавоподібні, яскраво-червоні, до 12 мм завдовжки.                                                                           |
| Насіння            | коричневе. |

## Чисельність, охоронний статус та заходи по збереженню
Охороняється Конвенцією про міжнародну торгівлю видами дикої фауни і флори, що перебувають під загрозою зникнення (CITES).

## Систематика
Крейг відокремлював різновиди Mammillaria sonorensis: longispina, brevispina, gentry, hiltonii і maccartyi, які були описані ним в журналі Американського товариства любителеів кактусів і сукулентів (англ. Cactus and Succulent Society of America) «Cactus and Succulent Journal». Натомність Девід Гант розглядає Mammillaria sonorensis у «Червоному списку Міжнародного союзу охорони природи» (2013) як синонім Mammillaria standleyi.

## Утримання в культурі
У хороших умовах при регулярному поливі і відмінній вентиляції Mammillaria sonorensis вирощується без проблем. Необхідний хороший дренаж, що забезпечується дуже проникним ґрунтом (з вмістом піску не менше 50 %). Необхідно обмежити використання торфу або інших джерел гумусу в ґрунтовій суміші.
Це вид, що повільно зростає, але зацвітає у ранньому віці.